# Dawn Heist
Dawn Heist ist eine australische Djent- und Alternative-Metal-Band aus Sydney, die 2010 gegründet wurde.

## Geschichte
Die Band wurde im Jahr 2010 gegründet. Im Januar 2011 unterzeichnete sie einen Vertrag bei The Flaming Arts Agency. Im März ging es auf Tour durch Indonesien, Singapur und Malaysia, wodurch die Gruppe erstmals in Übersee spielte. Im selben Jahr hielt die Gruppe insgesamt drei nationale Touren ab und spielte dabei in 33 Städten. Außerdem spielte sie zusammen mit Terror, The Haunted, Sybreed, Sepultura und Psycroptic und war auf dem Bastardfest zu sehen. Gegen Ende des Jahres erschien ein Musikvideo zum Lied Nine Worlds, das auf der 2011er EP Time Wave Zero enthalten ist. 2012 spielte die Band auf dem Hammersonic Festival in Jakarta vor rund 30.000 Zuschauern und dem Rock of Celebes vor ca. 15.000 Besuchern in Makassar. Für den Rest des Jahres wurden Konzerte mit Sybreed und Warbringer abgehalten. Das Jahr wurde als Begleitung für Mnemic auf deren erster Australientournee als Teil der Festivaltournee des Whiplash Festivals beendet. Anfang 2013 begann die die Band mit dem Schreiben des Debütalbums, das sie in Eigenregie aufnahm und produzierte. Danach folgten nationale Auftritte, um das Album zu bewerben. Im Oktober ging es auf eine erste Europatournee zusammen mit The Agonist, Threat Signal, Ferium und Mors Principium Est. Letztere Band ersetzt Arsis, die ursprünglich für diese Tour vorgesehen war, jedoch nicht teilnehmen konnte. Auch nahm die Band am Euroblast Festival in Deutschland und dem Waves of Metal Festival in den Niederlanden teil. Das Debütalbum erschien im November unter dem Namen Catalyst bei Bastardized Recordings in Deutschland und bei Bulletproof Records in Australien und Neuseeland. Vorab war bereits im August die Single Zenith erschienen. Nach Auftritten in Sydney und Brisbane mit Circles, beendete die Gruppe das Jahr mit einem Konzert in Sydney mit Fozzy. 2015 und 2016 schrieb Dawn Heist am zweiten Album Yugen. Es wurde 2016 veröffentlicht. In ihrer Karriere spielt die Band bisher auch unter anderem zusammen mit Voyager, Secondhand Serenade und Klone.

## Stil
Laut Brian Giffin in seiner Encyclopedia of Australian Heavy Metal paart die Band musikalische Chimaira-Wesenszüge mit elektronischen Elementen im Stil von Threat Signal. Seit dem Debütalbum sei die Band technisch anspruchsvoller. Anton Kostudis von Metal.de ordnete Catalyst zwischen Djent und Modern Metal ein, wobei die Gruppe gelegentlich auch elektronische Elemente verarbeite. In den Songs seien Einflüsse von Gruppen wie Meshuggah und TesseracT hörbar. Die Musik sei zwar versiert und ambitioniert, könne jedoch nicht auf Dauer fesseln. Charakteristisch seien heruntergestimmte E-Gitarren, ein technisch anspruchsvolles Spiel an den Instrumenten und Samples. Die Strophen seien rhythmisch und eingängig, jedoch insgesamt zu uninspiriert und kraftlos. Insgesamt fasste er die Musik als „seelenlosen Plastik-Metal“ zusammen, womit Djent oft bezeichnet werde. Sarah Punke ordnete Yugen auch dem Djent zu, denn hierauf vereine man, wie Meshuggah, „[w]enig elegante Übergänge zwischen den einzelnen Passagen, chaotisch anmutende Strukturen [und] kaum Melodie“. Wie typisch für Genrevertreter wie TesseracT, Animals as Leaders und Periphery vermische die Band „ein messerscharf-technisches Spiel“ mit wandlungsfähigem Gesang. In den Songs setze die Gruppe atmosphärische Synthesizer-Klänge, „ruppig“ gespielte E-Gitarren und einen Gesang, der ein Wechsel aus eindringlichen Screams und sanftem Klargesang sei, ein. Die Gruppe könne sich jedoch kaum von anderen Modern-Metal-Bands abgrenzen.

## Diskografie
- 2011: Time Wave Zero (EP, Firestarter Records)
- 2013: Zenith (Single, Bastardized Recordings)
- 2013: Catalyst (Album, Bastardized Recordings (Deutschland) / Bulletproof Records (Neuseeland, Australien))
- 2016: Yugen (Album, Bastardized Recordings/Bleeding Nose Records)